# Malšovice
Malšovice – gmina w Czechach, w powiecie Děčín, w kraju usteckim. Według danych z dnia 1 stycznia 2014 liczyła 873 mieszkańców.